# .500 Wyoming Express
.500 Wyoming Express (okrajšano .500 WE) je močan revolverski naboj, ki ga je leta 2005 predstavilo ameriško orožarsko podjetje Freedom Arms, izdelalo pa ga je za svoj revolver Freedom Arms Model 83.
Kot mnogi drugi močni revolverski naboji je bil tudi .500 WE izdelan za lov s kratkocevnim orožjem. Po velikosti je naboj primerljiv z nabojem .50 Action Express, ima pa močnejše smodniško polnjenje ter manjšo hitrost na ustju cevi. .500 WE sicer ni tako močan kot .500 S&W Magnum, kljub temu pa je eden najmočnejših revolverskih nabojev na svetu. Primeren je za lov na visoko divjad. Druga primerljiva naboja sta .500 Linebaugh in .50 Beowulf.